# Badminton al XVIII Festival olimpico estivo della gioventù europea
Le competizioni di badminton al XVIII Festival olimpico estivo della gioventù europea si sono svolte dal 21 al 26 luglio 2025 a Kisela Voda, in Macedonia del Nord. 

## Podi

### Ragazzi
| Evento             | Oro          | Argento         | Bronzo                      |
| Singolare maschile | Kalyan Manoj | Santiago Araujo | Milan Zeisig Maxi Kauffmann |

### Ragazze
| Evento              | Oro              | Argento           | Bronzo                    |
| Singolare femminile | Ishasriya Mekala | Diya Mary Cherian | Maja Pranić Irmak Yemişen |

### Misto
| Evento       | Oro                     | Argento                           | Bronzo                                                            |
| Doppio misto | Milan Zeisig Laira Rohl | Santiago Araujo Ainara Lara Putri | Maxi Kauffmann Diya Mary Cherian Aleksa Radovanović Teodora Latas |

## Medagliere
Nazione ospitante 
| Posizione | Paese         | Oro | Argento | Bronzo | Totale |
| --------- | ------------- | --- | ------- | ------ | ------ |
| 1         | Gran Bretagna | 2   | 0       | 0      | 2      |
| 2         | Germania      | 1   | 0       | 1      | 2      |
| 3         | Svizzera      | 0   | 2       | 0      | 2      |
| 4         | Danimarca     | 0   | 1       | 2      | 3      |
| 5         | Croazia       | 0   | 0       | 1      | 1      |
| 5         | Serbia        | 0   | 0       | 1      | 1      |
| 5         | Turchia       | 0   | 0       | 1      | 1      |
| Totale    | Totale        | 3   | 3       | 6      | 12     |